# Aristolochia deltoidea
Aristolochia deltoidea Kunth – gatunek rośliny z rodziny kokornakowatych (Aristolochiaceae Juss.). Występuje naturalnie w Peru i Brazylii (w stanach Amazonas oraz Pará)

## Morfologia
PokrójBylina pnąca o owłosionych pędach.
LiścieMają deltoidalny kształt. Mają 6–9 cm długości oraz 5–6 cm szerokości. Z ostrym wierzchołkiem. Ogonek liściowy jest owłosiony.
KwiatyPojedyncze. Mają brązowo-zielonkawą barwę i 10 cm długości.